# China National Offshore Oil
China National Offshore Oil Corporation (CNOOC) (kinesiska: 中国海洋石油总公司, pinyin: Zhōngguó Háiyáng Shíyóu Zǒnggōngsī), är ett kinesiskt multinationellt statsägt petroleum- och naturgasbolag. De specialiserar sig på att borra och ta upp petroleum och naturgas till havs.
CNOOC anses vara Kinas tredje största statsägda petroleumbolaget efter China National Petroleum Corporation (moderbolag till PetroChina) och China Petrochemical Corporation (moderbolag till Sinopec).